# Rensningsoperation
Rensningsoperationer används som en stridsmetod för att ytövervaka ett område i kombination med motanfall - för att upptäcka och förhindra fientlig innästling. Tillvägagångssättet är rörlig spaning på gruppnivå i kombination med motanfall mot fientliga förband. Rensningsoperationer påminner om stridsspaning, men förbandet utnyttjar inte hundar för att ytövervaka ett område samt att motanfallen sker i större sammansatta enheter (pluton eller kompani). I Sverige har syftet med rensningsoperationer varit att upptäcka och slå ut tidigt insatta reguljära elitförband till exempel luftlandsättningsförband. Internationellt kallas rensningsoperationer för "Search and Destroy" och används ofta som den offensiva delen av anti-gerillakrigföringskampanjer i till exempel Vietnam, Irak och Afghanistan.